# Ives Le Prévôt de Bois Boëssel
Pour les articles homonymes, voir Boisboissel.
Ives Le Prévôt de Bois Boëssel mort le 29 août 1348 est un prélat breton.

## Biographie
Ives Le Prévôt est conseiller du duc Jean III de Bretagne. Chanoine du chapitre et official de Tréguier 
Il est fait évêque de Tréguier le 7 octobre 1327. En 1329, il participe à l'ambassade envoyée auprès de la curie à Avignon avec Guy de Penthièvre le frère du duc Jean III de Bretagne qui avait pour but outre une participation à la croisade prêcher par le Saint-Siège, de promouvoir la reconnaissance de la sainteté de Yves Hélory de Kermartin . Le pape Jean XXII envoie en Bretagne une commission composée des évêques d'Angoulême et de Limoges et de l'abbé de Saint-Martin de Tours pour enquêter sur le cas.  
Après la nomination de l'évêque de Cornouaille Jacques de Corvo au siège de Toulon, Ives Le Prévôt est transféré à Quimper le 31 août 1330 et il fait sa soumission à la chambre apostolique le 10 octobre. Le 22 janvier 1333, il permute son siège épiscopal avec Alain Gonthier, évêque de Saint-Malo. En 1336, il devient président aux enquêtes du Parlement de Paris.